# Kazimierz Strawiński (zm. 1656)
Kazimierz Strawiński (zm. 1656 w Swijażsku) – podkomorzy starodubowski, podwojewodzi i regimentarz witebski.

## Życiorys
Kazimierz Strawiński urodził się jako syn Krzysztofa (zm. ok. 1624), sędziego ziemskiego trockiego, i Ewy z Rajeckich.
Jako młodzieniec uczestniczył w walkach ze Szwedami w Inflantach (1625–29) oraz w wojnie smoleńskiej (1633–34). Będąc już koniuszym trockim, został dwukrotnie przez szlachtę wybrany do Trybunału Litewskiego: w 1637 jako deputat starodubowski i w 1645 jako deputat rzeczycki. W 1648 podpisał elekcję Jana Kazimierza. W 1650 z nominacji wojewody Pawła Jana Sapiehy został podwojewodzim witebskim. Po bracie, Karolu, otrzymał 22 lutego 1651 wakujący urząd podkomorzego starodubowskiego, jednak z powodu zajęcia przez Kozaków powiatu starodubowskiego przebywał na terenie województwa witebskiego jako podwojewodzi.
Po wkroczeniu wojsk rosyjskich w 1654 Kazimierz Strawiński został obrany przez szlachtę witebską jednym z regimentarzy. Podczas oblężenia Witebska (24 sierpnia – 2 grudnia 1654) był jednym z dowodzących obroną przed oddziałami Wasyla Pietrowicza Szeremietiewa (wojewoda niżnonowogrodzki, stryj Wasyla Borysowicza).
Po kapitulacji miasta odmówił przyjęcia carskiego poddaństwa i wraz z żoną, Aleksandrą, oraz z grupą szlachty wiernej Rzeczypospolitej został zesłany do Jarosławia. Zesłana szlachta witebska odmawiała przysięgi carowi Aleksemu i przyjęcia prawosławia. W Jarosławiu zmarła żona Strawińskiego, a on sam wraz z resztą uwięzionych trafił do Kazania (na początku lipca 1655). W niewoli przewodził szlachcie, czego dowodzi fakt, że jako pierwszy z urzędników podpisał 20 września 1655 laudum opisujące oblężenie Witebska, zesłanie jego mieszkańców oraz zawierające potępienie tych ze szlachty witebskiej, którzy ulegli rosyjskim namowom. Strawiński jako pierwszy podpisał także inne uchwały podjęte w Kazaniu, m.in. atestację (zaświadczenie) dla przetrzymywanych tam witebskich Żydów, którzy również odmówili przyjęcia prawosławia i uznania władzy rosyjskiej.
Z Kazania zesłańcy trafili do Swijażska, gdzie owdowiały Strawiński poślubił Felicjannę z Górskich (prawdopodobnie wiosną 1656), podobnie jak on owdowiałą na zesłaniu.
6 października 1656 spisał testament, a zmarł przed 15 października 1656 z powodu zarazy panującej wśród zesłańców. Został pochowany w Swijażsku. Jego testament wpisano do wileńskich ksiąg trybunalskich 19 sierpnia 1664, po powrocie do ojczyzny pozostałych przy życiu zesłańców.
Kazimierza Strawińskiego wymienia specjalna konstytucja sejmowa „Specificatio więźniów Województwa Witebskiego”, uchwalona w 1677 dla uczczenia pamięci zesłańców.

## Rodzina
Kazimierz Strawiński był bratankiem Baltazara, Marcina i Erazma. Miał sześciu braci: Karola, podkomorzego starodubowskiego, który zginął w 1648, walcząc z powstańcami Chmielnickiego jako pułkownik starodubowskiego pospolitego ruszenia; Zbigniewa, sędziego ziemskiego starodubowskiego, Maksymiliana, stolnika starodubowskiego; Trojana, sędziego grodzkiego oszmiańskiego, Krzysztofa, cześnika oszmiańskiego, i Aleksandra. Był trzykrotnie żonaty: pierwsza żona (lata trzydzieste i czterdzieste) Lukrecja z Konarskich; druga – Aleksandra z Przyborowskich, zmarła na zesłaniu w 1655 lub 1656; trzecia – Felicjanna z Górskich, wdowa po rotmistrzu Krzysztofie Osipowskim. Felicjanna, tuż po śmierci Strawińskiego, poroniła ich wspólne dziecko i zmarła zapewne jeszcze w październiku 1656. W testamencie pozostawiła Jakowlewicze swoim dzieciom z pierwszego małżeństwa: Rafałowi i Krystynie Osipowskim, oraz ufundowała dom dla sierot i wdów w Witebsku. Kazimierz Strawiński prawdopodobnie nie zostawił potomstwa.

## Posiadłości
Kazimierz Strawiński posiadał liczne posiadłości ziemskie w powiecie starodubowskim województwa smoleńskiego (Jakowlewicze, Szachowice), a także w województwie trockim. Prawem zastawu od Jana Władysława Sanguszki miał też Moszkowo w województwie witebskim.